# Boligsiden.dk
Boligsiden er en dansk boligportal der præsenterer alle boliger og ejendomme der er til salg hos ejendomsmæglere i Danmark. Boligsiden ejes af ejendomsmæglerkæderne Home, EDC, Nybolig og Danbolig samt brancheforeningen Dansk Ejendomsmæglerforening. Boligsiden driver også Landbrugssiden.dk hvor man kan søge på landbrug til salg.

## Historie
Boligsiden blev stiftet i 1999 af Dansk Ejendomsmæglerforening, for at give et samlet overblik over alle boliger og grunde til salg i Danmark. I 2022 lancerede Boligsiden en ny platform for at fremtidssikre og mobil optimere Boligsiden.  
I 2013 blev det også muligt at søge Tvangsauktioner frem på Boligsiden.